# Chropyňský rybník
Chropyňský rybník – staw ze sztuczną wyspą pośrodku położony na wschodnich Morawach. Narodowy pomnik przyrody od 1954 roku.

## Historia
W średniowieczu między Kromieryżem a Chropyně istniało około 14–16 zbiorników, których zadaniem była ochrona istniejącej na miejscu obecnego zamku „wodnej twierdzy”. Do dziś pozostał tylko jeden zbiornik – Chropyňský rybník. Najstarsze informacje o stawie pochodzą z XVI wieku. Nosił on wtedy nazwę Starý rybník (Stary Staw), a po wybudowaniu pałacu – Zámecký rybník (Staw Pałacowy). Obecnie używana nazwa pochodzi od pobliskiej miejscowości Chropyně. Staw jest otoczony zabudowaniami i parkiem przy pałacu Chropyně.
Łączna powierzchnia stawu wynosi 24,09 ha. Znajduje się przy drodze z Chropyně do Kromieryża. Gdy w latach 80. XX wieku stawem opiekowało się gospodarstwo Rybářství Přerov herbicyd używany do niszczenia roślinności o mało nie doprowadził do zniszczenia całej flory w stawie. W 1986 roku staw został zanieczyszczony produktami ropopochodnymi z pobliskiej fabryki tworzyw sztucznych.

## Flora i fauna
Staw został objęty ochroną, bo występowała w nim zagrożona wyginięciem kotewka orzecha wodnego (Trapa natans). Porasta ona około dwóch trzecich powierzchni stawu. Brzegi porastają trzciny i turzyce; dominuje pałka wąskolistna i trzcina pospolita. W 1999 roku znaleziono okazy wolfii bezkorzeniowej. Na sztucznej wyspie znajduje się kolonia mew śmieszek (Chroicocephalus ridibundus). Można też zobaczyć: perkoza zausznika (Podiceps nigricollis), łabędzia niemego (Cygnus olor), trzciniaka zwyczajnego (Acrocephalus arundinaceus), rokitniczkę (Acrocephalus schoenobaenus), cyraneczkę zwyczajną (Anas querquedula).
Nieregularnie gniazdują: łyska zwyczajna (Fulica atra), kokoszka zwyczajna (Gallinula chloropus), perkoz dwuczuby (Podiceps cristatus), perkozek zwyczajny(Tachybaptus ruficollis), bączek zwyczajny (Ixobrychus minutus), potrzos zwyczajny (Emberiza schoeniclus) i brodziec piskliwy (Actitis hypoleucos), a także rzadko hełmiatka zwyczajna (Netta rufina).
Staw odwiedza rybołów (Pandion haliaetus), błotniak stawowy (Circus aeruginosus), czapla siwa (Ardea cinerea), czajka zwyczajna (Vanellus vanellus) i zimorodek zwyczajny (Alcedo atthis). Czasami pojawiają się rzadkie gatunki takie jak łabędź czarny (Cygnus atratus). W 2017 roku na terenie stawu po raz pierwszy w Czechach gnieździł się łabędź krzykliwy (Cygnus cygnus).
Wokół stawu rosną drzewa: topola kanadyjska (Populus x canadensis), olsza czarna (Alnus glutinosa), wierzba biała (Salix alba) i gdzieniegdzie topola biała (Populus alba).

## Narodowy pomnik przyrody
W Czechach jest 6 kategorii ochrony przyrody. Jedna z nich jest národní přírodní památka (narodowy pomnik przyrody), która obejmuje małe obszary wymagające ochrony. Chropyňský rybník został ogłoszony narodowym pomnikiem przyrody w 1954 roku i należy do najstarszych w powiecie Kromieryż.

## Wieża widokowa
W 2015 roku zarząd Obszaru Chronionego Krajobrazu Litovelské Pomoraví na brzegu stawu ustawił 7-metrową wieżę widokową. Platforma widokowa znajduje się na wysokości 3 metrów. Można z niej zobaczyć około 135 gatunków ptaków.